# Kurt Neubauer (Politiker)

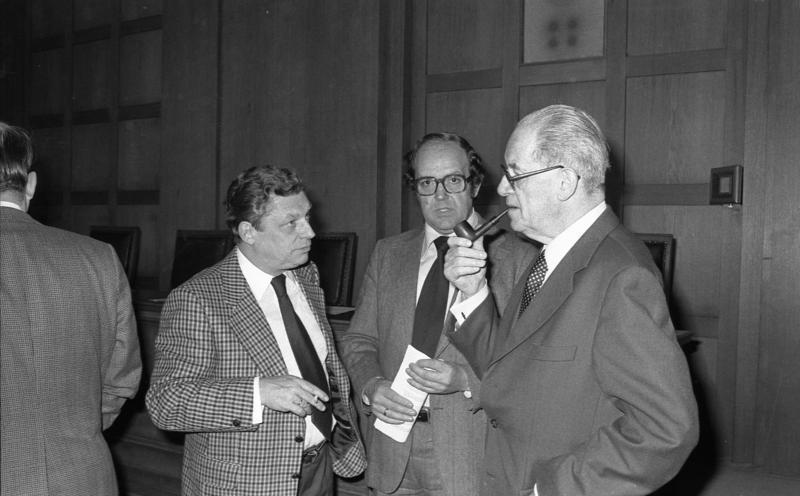
Kurt Neubauer (links im karierten Jackett) im Gespräch mit Herbert Wehner, Aufnahme aus dem Jahr 1977

Kurt „Kutte“ Neubauer (* 30. September 1922 in Berlin; † 9. Dezember 2012 ebenda) war ein deutscher Politiker (SPD). Er war von 1952 bis 1963 Mitglied des Deutschen Bundestages. Von 1963 bis 1977 gehörte er dem West-Berliner Senat an, zunächst als Senator für Jugend und Sport und ab 1967 als Innensenator. Von 1967 bis 1975 war er außerdem Stellvertreter des Regierenden Bürgermeisters.

## Leben

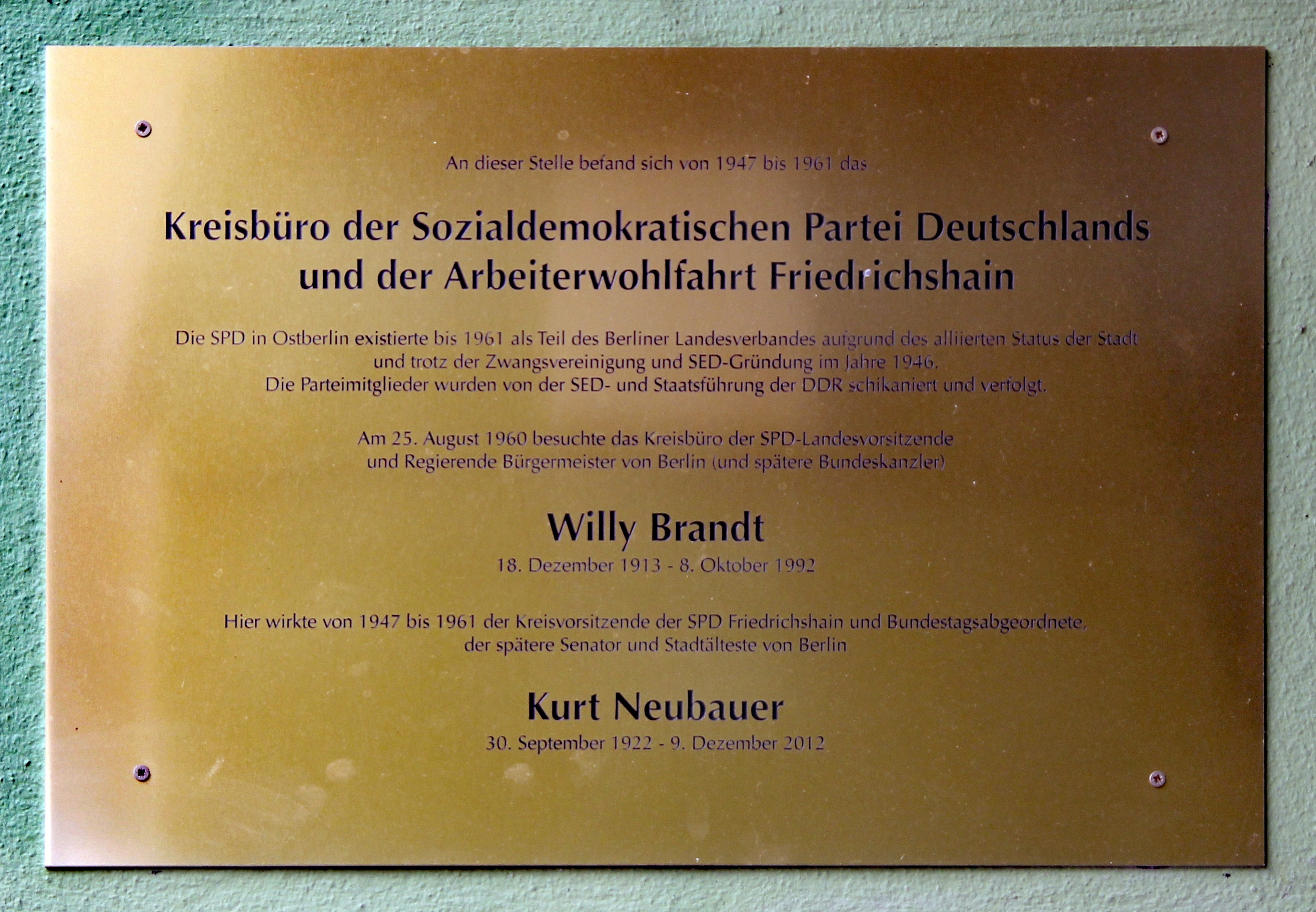
Gedenktafel am ehemaligen Kreisbüro der SPD Berlin-Friedrichshain, Krossener Straße 22

Kurt Neubauer entstammte einem sozialdemokratischen Elternhaus und war als Schüler Mitglied der sozialistischen Jugendorganisation Die Falken. Nach Erwerb der Mittleren Reife absolvierte eine Feinmechanikerlehre, diente im Arbeitsdienst und in der Wehrmacht (Deutsches Afrikakorps). Aus der Kriegsgefangenschaft zurückgekehrt, trat er im Mai 1946 in die SPD Berlin ein. Diese hatte in der Viersektorenstadt Berlin die Zwangsvereinigung von SPD und KPD zur SED überlebt. Neubauer lebte im sowjetischen Sektor, wo er hauptberuflicher Kreisvorsitzender der SPD in Berlin-Friedrichshain und 1950 Mitglied des SPD-Landesvorstandes wurde. Dort war er der inoffizielle Sprecher der bis zur Errichtung der Berliner Mauer im August 1961 bestehenden acht Ost-Berliner Kreisverbände der Partei. Er wirkte am Aufstieg Willy Brandts zum Berliner SPD-Chef (ab 1958) mit und wurde zu einer Schlüsselfigur der Berliner Sozialdemokraten. 1962 wurde er stellvertretender Landesvorsitzender der SPD Berlin.
Neubauer gehörte vom 1. Februar 1952 bis zum 16. April 1963 als vom Abgeordnetenhaus gewählter Berliner Vertreter dem Deutschen Bundestag in Bonn an. Neubauer lebte bis zum Bau der Mauer in Ost-Berlin. Damit war er neben Margarete Heise einer der Bundestagsabgeordneten, die dort ihren Hauptwohnsitz hatten. Am 13. August 1961, dem Tag des Mauerbaus, hatte Neubauer Willy Brandt bei einer Wahlkampftour in Nürnberg begleitet, während seine Familie das Wochenende auf ihrem Ferienhaus im West-Berliner Ortsteil Heiligensee verbrachte. Dadurch war auch sie der Einmauerung entgangen. Die DDR verwehrte der gesamten Familie bis in die frühen 1970er Jahre die Einreise.
Das Bundestagsmandat legte Neubauer nieder, um am 11. März 1963 Senator für Jugend und Sport in West-Berlin (im Senat Brandt III) zu werden. Nach dem Wechsel Brandts in die Bundesregierung und der Abgeordnetenhauswahl im März 1967 wurde Neubauers Ressort im Senat Albertz II auf Soziales, Gesundheit, Jugend und Sport erweitert. Im Oktober 1967 wechselte er in das Amt des Innensenators und wurde zugleich Bürgermeister, d. h. Stellvertreter des Regierenden Bürgermeisters Klaus Schütz. Als Innensenator war er unter anderem für den Einsatz des umstrittenen V-Manns Peter Urbach in der Berliner Studentenszene verantwortlich, auch der nie aufgeklärte Mord an dem V-Mann Ulrich Schmücker fiel in seine Dienstzeit. Da die SPD ab 1975 nicht mehr allein, sondern in einer Koalition mit der FDP regierte, gab Neubauer das Bürgermeisteramt an Hermann Oxfort ab, blieb aber bis 1977 Innensenator. Weil er ein Aufsichtsratshonorar verspätet an die Berliner Landeskasse abgeführt hatte, geriet er zunehmend unter politischen Druck und trat am 28. April 1977 zurück – wenige Tage vor dem Regierenden Bürgermeister Schütz. Von 1967 bis 1979 gehörte Neubauer dem Abgeordnetenhaus von Berlin an.

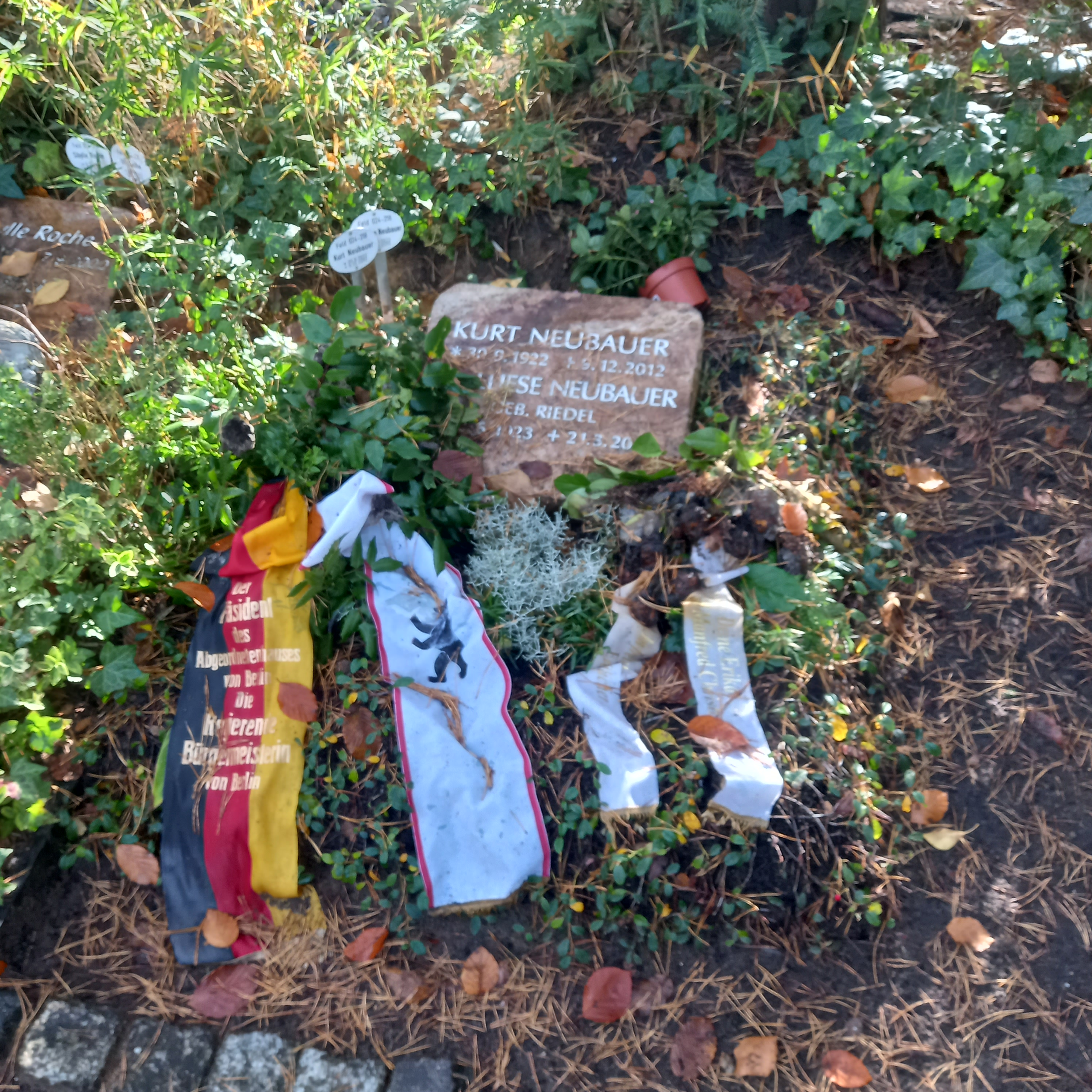
Das Grab von Kurt Neubauer und seiner Ehefrau Anneliese geborene Riedel auf dem Waldfriedhof Zehlendorf in Berlin

Der Berliner Senat zeichnete Neubauer am 3. November 1993 mit dem Ehrentitel Stadtältester aus. Darüber hinaus wurde er mit der Ernst-Reuter-Plakette (1982) und dem Großen Bundesverdienstkreuz geehrt.
Neubauer war zum Zeitpunkt seiner ersten Wahl ins Bonner Parlament (1952) dessen jüngster Abgeordneter. Er war, bis er 2012 starb, der letzte noch lebende Abgeordnete des ersten Deutschen Bundestages.